# Norman Jewison
Norman Frederick Jewison, CC, O. Ontario (n. 21 iulie 1926, Toronto, Canada – d. 20 ianuarie 2024, Los Angeles, California, SUA) a fost un regizor, producător de film și actor canadian, fondator al Centrului Canadian de Film.

## Filmografie
- 1962 20 kg de încurcături (40 Pounds of Trouble)
- 1963 Fiorii celebrității (The Thrill of It All)
- 1965 Arta dragostei (The Art of Love)
- 1965 Cincinnati Kid (The Cincinnati Kid)
- 1966 Vin rușii, vin rușii! (The Russians Are Coming)
- 1967 În arșița nopții (In the Heat of the Night) - Premiul Oscar pentru cel mai bun film
- 1971 Scripcarul pe acoperiș ( Fiddler on the Roof)
- 1979 Dreptate pentru toți (...And Justice for All)
- 1984 Povestea unui soldat	(A Soldier's Story)
- 1987 Visătorii (Moonstruck)